# Ligue Antilles 2013
Navigation
Édition précédente Édition suivante
La Ligue Antilles 2013, aussi connue sous le nom de Trophée Mutuelle Mare-Gaillard est la dixième édition de l'ère moderne de cette compétition. Le vainqueur est sacré champion des Antilles.

## Participants
Pour se qualifier à cette compétition, les clubs doivent terminer dans les quatre premières places de leurs championnats respectifs. Les clubs suivants sont qualifiés pour la compétition.
| Association | Club                            | Qualification                                    |
| ----------- | ------------------------------- | ------------------------------------------------ |
| Martinique  | Racing Club de Rivière-Pilote   | Vainqueur du Championnat de Martinique 2011-2012 |
| Martinique  | Club Franciscain                | 2e du Championnat de Martinique 2011-2012        |
| Martinique  | Golden Star de Fort-de-France   | 3e du Championnat de Martinique 2011-2012        |
| Martinique  | Club Colonial de Fort-de-France | 4e du Championnat de Martinique 2011-2012        |
| Guadeloupe  | AJS Saintoise                   | Vainqueur du Championnat de Guadeloupe 2011-2012 |
| Guadeloupe  | L'Étoile de Morne-à-l'Eau       | 2e du Championnat de Guadeloupe 2011-2012        |
| Guadeloupe  | Unité Sainte-Rosienne           | 4e du Championnat de Guadeloupe 2011-2012        |
| Guadeloupe  | Evolucas de Lamentin            | 5e du Championnat de Guadeloupe 2011-2012        |

## Résultats

### Martinique

#### Demi-finales
| 19 février 2013 | Club Colonial de Fort-de-France | 1 – 1 | Racing Club de Rivière-Pilote | Stade Pierre Aliker, Fort-de-France |                                     |
| 20:00 UTC−04:00 |                                 |       | Kévin Parsemain               | Arbitrage : Dominique Claude Borius | Arbitrage : Dominique Claude Borius |

| 20 février 2013 | Golden Star de Fort-de-France | 2 – 0 | Club Franciscain | Stade Pierre Aliker, Fort-de-France        |                                            |
| 20:00 UTC−04:00 |                               |       |                  | Arbitrage : Alexandrine Frédéric Max Sully | Arbitrage : Alexandrine Frédéric Max Sully |

| 5 mars 2013     | Racing Club de Rivière-Pilote | 1 – 0 | Club Colonial de Fort-de-France | Stade Alfred Marie-Jeanne, Rivière-Pilote |                            |
| 20:00 UTC−04:00 |                               |       |                                 | Arbitrage : Xavier Martial                | Arbitrage : Xavier Martial |

| 6 mars 2013     | Club Franciscain | 2 – 2 | Golden Star de Fort-de-France | Stade Georges-Gratiant, Le Lamentin |                                    |
| 20:00 UTC−04:00 |                  |       |                               | Arbitrage : Jean-Pierre Janvillier  | Arbitrage : Jean-Pierre Janvillier |

#### Finale
| 23 avril 2013   | Racing Club de Rivière-Pilote | 2 – 1 | Golden Star de Fort-de-France | Stade Georges-Gratiant, Le Lamentin |                            |
| 20:00 UTC−04:00 | Charloton 28e · Goron 73e     |       | 83e                           | Arbitrage : Renaud Cardoit          | Arbitrage : Renaud Cardoit |
| 20:00 UTC−04:00 | Rapport                       |       |                               | Arbitrage : Renaud Cardoit          | Arbitrage : Renaud Cardoit |

### Guadeloupe

#### Demi-finales
| 8 février 2013  | Unité Sainte-Rosienne | 1 – 1 | AJS Saintoise | Stade municipal, Sainte-Rose       |                                    |
| 20h30 UTC−04:00 | Pasbeau 74e           |       | 40e Rousseau  | Arbitrage : Claude-Étienne Pierrot | Arbitrage : Claude-Étienne Pierrot |
| 20h30 UTC−04:00 | Rapport               |       |               | Arbitrage : Claude-Étienne Pierrot | Arbitrage : Claude-Étienne Pierrot |

| 27 février 2013 | Evolucas de Lamentin | 0 – 1 | L'Étoile de Morne-à-l'Eau | Stade Germain Barbier, Lamentin |                                |
| 20h30 UTC−04:00 |                      |       |                           | Arbitrage : Christophe Jombert  | Arbitrage : Christophe Jombert |

| 6 mars 2013     | AJS Saintoise | 0 – 3 | Unité Sainte-Rosienne | Stade de Marigot, Îles des Saintes |                                    |
| 20:30 UTC−04:00 |               |       |                       | Arbitrage : Ladislas Lubin Celigny | Arbitrage : Ladislas Lubin Celigny |

| 6 mars 2013     | L'Étoile de Morne-à-l'Eau | 3 – 1 | Evolucas Lamentin | Stade Pierre Monnerville, Morne-à-l'Eau |                             |
| 20:30 UTC−04:00 |                           |       |                   | Arbitrage : Claude Cotellon             | Arbitrage : Claude Cotellon |

#### Finale
| 27 avril 2013   | L'Étoile de Morne-à-l'Eau | 1 – 1 (5-4 t.a.b.) | Unité Sainte-Rosienne | Stade municipal, Petit-Canal |                          |
| 20h00 UTC−04:00 | 1re                       |                    | 72e (pen.) Carneiro   | Arbitrage : Joseph Bazas     | Arbitrage : Joseph Bazas |
| 20h00 UTC−04:00 | Rapport                   |                    |                       | Arbitrage : Joseph Bazas     | Arbitrage : Joseph Bazas |

### Finale
| 8 juin 2013     | L'Étoile de Morne-à-l'Eau | 0 – 1 (a.p.) | Racing Club de Rivière-Pilote | Stade Pierre Monnerville, Morne-à-l'Eau |  |
| 20h00 UTC−04:00 |                           |              | 113e Kévin Parsemain          |                                         |  |
| 20h00 UTC−04:00 | Rapport                   |              |                               |                                         |  |

| Vainqueur de la Ligue Antilles Foot 2013: Racing Club de Rivière-Pilote Deuxième titre |